# محوطه روستای شهرآباد
محوطه روستای شهر آباد مربوط به دوران پیش از تاریخ ایران باستان است و در شهرستان قزوین، بخش آبیک، روستای شهرآباد واقع شده و این اثر در تاریخ ۱۹ اسفند ۱۳۸۰ با شمارهٔ ثبت ۴۹۷۳ به‌عنوان یکی از آثار ملی ایران به ثبت رسیده است.